# Francisco Frutos Valiente
Francisco Frutos Valiente (Murcia; 15 de mayo de 1883-Salamanca; 24 de enero de 1933) fue un obispo español.

## Infancia y juventud
Desde muy joven siente gran interés por la religión. Con veinte años es elegido para el equipo de redacción del diario La Verdad, fundado en 1903, con los recursos aportados por los fieles del Cabildo y del Obispado de Murcia. La necesidad de crear una voz católica en Murcia es consecuencia de la supremacía de la prensa liberal y especialmente el diario El Liberal. De este modo movimientos católicos que después se integrarían en Acción Católica pusieron el dinero y las personas que defenderían las ideas de la Iglesia. Junto a Francisco se encontraban Juan Bautista Luis y Pérez, Nicolás Ortega Pagán, Juan Hernández, José Mejías, y otros. Desde esta tribuna privilegiada Francisco puede iniciarse a una nueva etapa de apostolado.
El 25 de mayo de 1907 es ordenado sacerdote. En 1911 ejerce como canónigo magistral y capellán mayor de leyes de la Catedral de Toledo demostrando sus habilidades como orador y escritor.

## Su magisterio como obispo
En septiembre de 1920 es nombrado obispo de Jaca, con lo que se incorpora a la jerarquía de la Iglesia. Su consagración se realiza el 9 de enero de 1921. Al llegar a esta ciudad ya se alaba por sus cualidades de orador. Desde esta ciudad pudo realizar apostolado en el pirineo de Huesca y sus valles. Así en Los Arañones tuvo ocasión de bendecir los primeros vagones de la línea de tren Jaca-Canfranc en agosto de 1922. En mayo de 1924 se incendió el Seminario de Jaca, quedando totalmente destruido lo que le produjo gran pesar, aunque pudo asistir a la colocación de la primera piedra del nuevo edificio.
En 1923 es nombrado senador en las Cortes españolas, designado por el Arzobispado de Zaragoza. Lo que le obliga a diversas permanencias en Madrid.
En 1925 es nombrado obispo de Salamanca, realizándose su consagración el 14 de diciembre de 1925. Al abandonar Jaca es nombrado hijo predilecto de la ciudad. 
Durante los ocho años que estuvo como obispo en la ciudad realizó numerosas obras de apostolado y de promoción del catolicismo. Entre las construcciones que se abordaron en su mandato se encuentra la colocación de la primera piedra del que habría de ser el Monasterio del Sagrado Corazón de Jesús o convento de las Clarisas en Cantalapiedra, en la que afirmó:

" Hoy ponemos la primera piedra del Monasterio de Cantalapiedra, y esta piedra que hoy depositamos aquí, os aseguro que cantará y se dejará oír por todo el mundo...."
16 de septiembre de 1926

Asimismo se construyeron las capillas interiores de la Basílica de Santa Teresa de Alba de Tormes.
También mantiene relaciones con Murcia, participando en la coronación de la Virgen de la Fuensanta el 26 de abril de 1927.
Fallece el 24 de enero de 1933 en la ciudad a la que dedicó sus últimos años de vida, siendo enterrado en la capilla de Santiago y Santa Teresa de la catedral Nueva.